# Julianstown
Julianstown (irl. Baile Iúiliáin) – wieś w hrabstwie Meath w Irlandii. Liczba mieszkańców w 2011 roku wynosiła 616 osób.